# Pórfiro

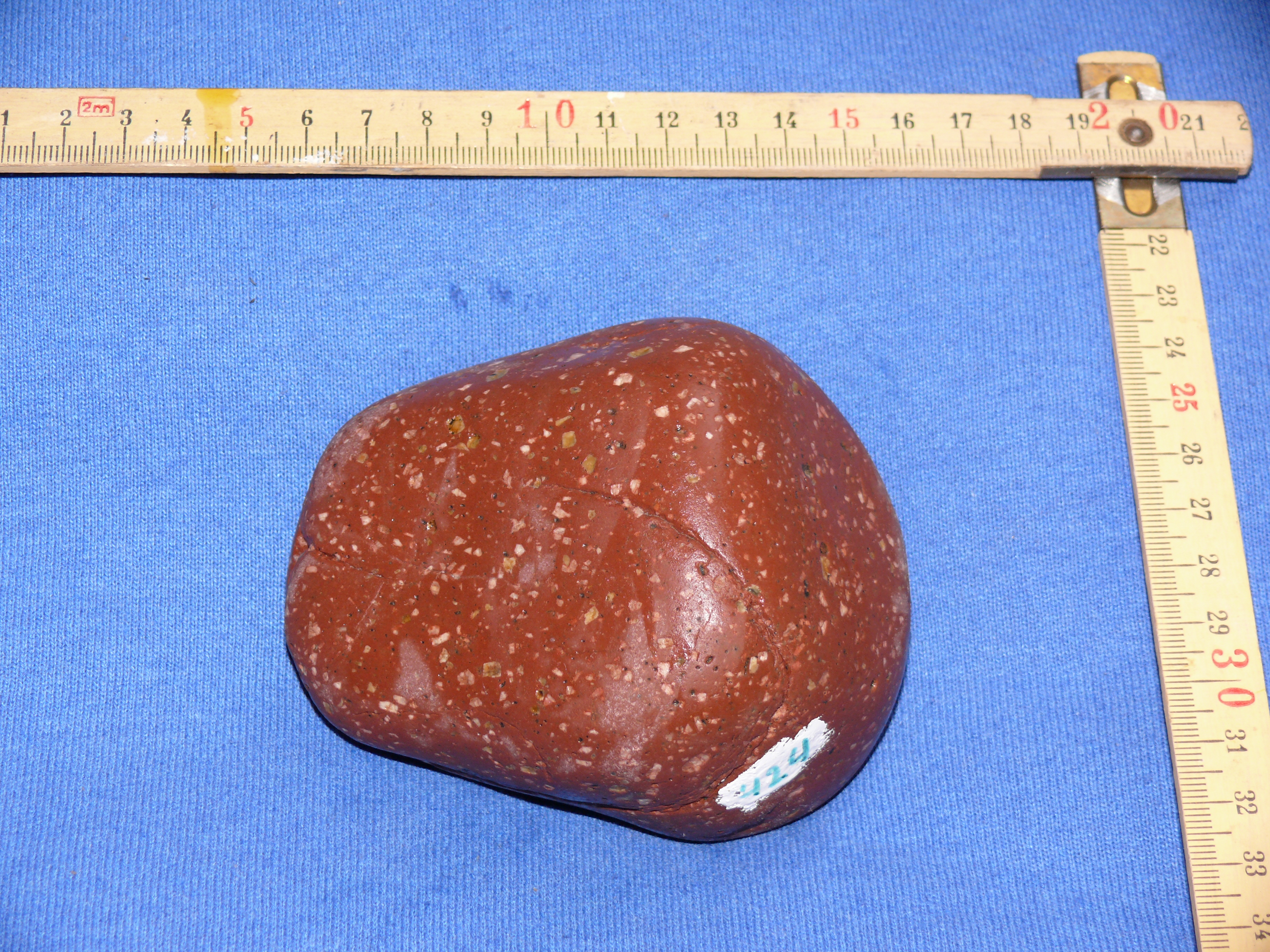
Amostra de pórfiro

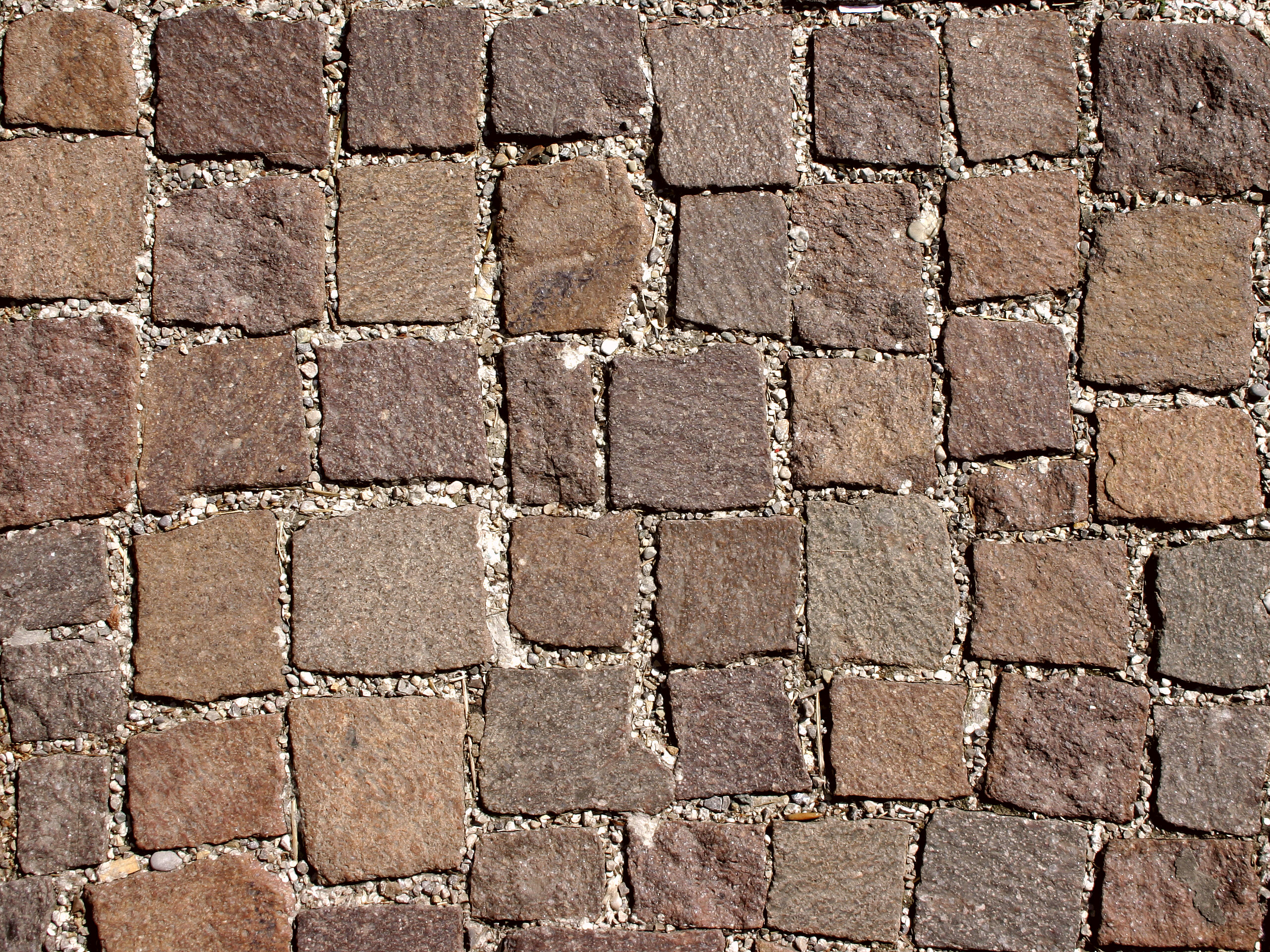
Pavimentação com pórfiro

Pórfiro é uma rocha do grupo das rochas ígneas, de textura porfirítica  na qual os fenocristais  perfazem mais de 50% do volume da rocha.
O pórfiro é o produto de erupções vulcânicas antigas, com uma idade compreendida entre o Pré-Câmbrico e o Mesozoico. São do tipo ácido ou intermédio. Formaram-se provavelmente a partir de escoadas de lava muito extensas ou de explosões violentas e ulteriores deposições de materiais eruptivos expulsos por vulcões de tipo fissural. 
Os minerais principais contidos nos pórfiros são o quartzo, os feldspatos alcalinos e a biotita. Entre os minerais acessórios figuram a hornblenda, várias plagioclásios, a magnetita, a apatita, o topázio e o zircão.

## Aplicações
Os pórfiros constituem um dos materiais rochosos preferidos para a pavimentação e revestimento dos edifícios. Utilizam-se também como balastro para as travessas ferroviárias e para a preparação de carris e de estradas antes de serem asfaltadas. Menos conhecida, mas igualmente importante é a associação destas rochas com os jazigos minerais mais valiosos, como os de urânio, de molibdénio ou de pirite e cobre, conhecidos como depósitos porfiríticos de cobre. Muito mais conhecida é a pavimentação de praças e ruas com os paralelipípedos de pórfiro, que pode ser vista nos centros históricos de muitas localidades, como em Lisboa.